# 바그다드 하툰
바그다드 하툰은 일 한국의 아부 사이드 칸의 왕후 중 하나였다.
일 한국에서 가장 큰 권력을 행사했던 아미르 추판은 9대 칸인 아부 사이드 칸의 미움을 사 1327년에 추방당한 뒤 살해당했다.
하지만 그의 딸인 바그다드 하툰이 아부 사이드 칸의 왕후(하툰,Khatun)가 된 후 칸보다 더 큰 권력을 쥐면서 추판 부족은 일 한국에서의 권력을 회복하였다.
하산 부즈루그는 아미르 추판(혹은 츄반, 쵸반)의 딸인 바그다드 하툰과 결혼하였으나 바그다드 하툰을 사랑한 아부 사이드 칸의 강요로 이혼당하게 되었다.
1332년 하산 부즈루그는 바그다드 하툰과 짜고 아부 사이드 칸에 대한 음모를 꾸몄다는 누명을 쓰고 감옥에 갇혔으나 1년 만에 풀려난 뒤 셀주크 룸(현재 터키의 중부지방)으로 발령받았다.
1335년 일 한국의 아부 사이드 칸이 사망하자 중동의 정세는 혼란스러워졌다. 아부 사이드 칸의 뒤를 이어 칸위에 오른 아르파 케운은 큰 권력을 누렸던 바그다드 하툰을 잡아 처형시켰지만 그 자신도 1년 후인 1336년에 처형당하고 말았다.